# Drents Museum
Het Drents Museum is een uit 1854 daterend museum in de Nederlandse plaats Assen, op de locatie van het voormalige klooster Maria in Campis. Sinds 2011 is de hoofdingang gevestigd in een voormalig koetshuis van het Drostenhuis, dat via een ondergrondse gang met de andere gebouwen verbonden is.

## Geschiedenis
Het Provinciaal Museum van Oudheden werd opgericht in 1854. Het museum begon met één kast in het gouvernementsgebouw (provinciehuis), dat deel uitmaakte van het klooster Maria in Campis. In het begin van de twintigste eeuw kreeg het onderdak in het nieuwe gebouw van het Rijksarchief. In 1964 werd het Ontvangershuis aangekocht en tien jaar later verhuisde het museum naar het provinciehuis. Het Drostenhuis (1978) en de Abdijkerk (1982) werden eveneens aan het museum toegevoegd. Sinds 1996 draagt het museum de naam Drents Museum en valt het onder een zelfstandige stichting. Vanaf de jaren 1980 wordt het Drents Museum gesponsord door de Nederlandse Aardolie Maatschappij.

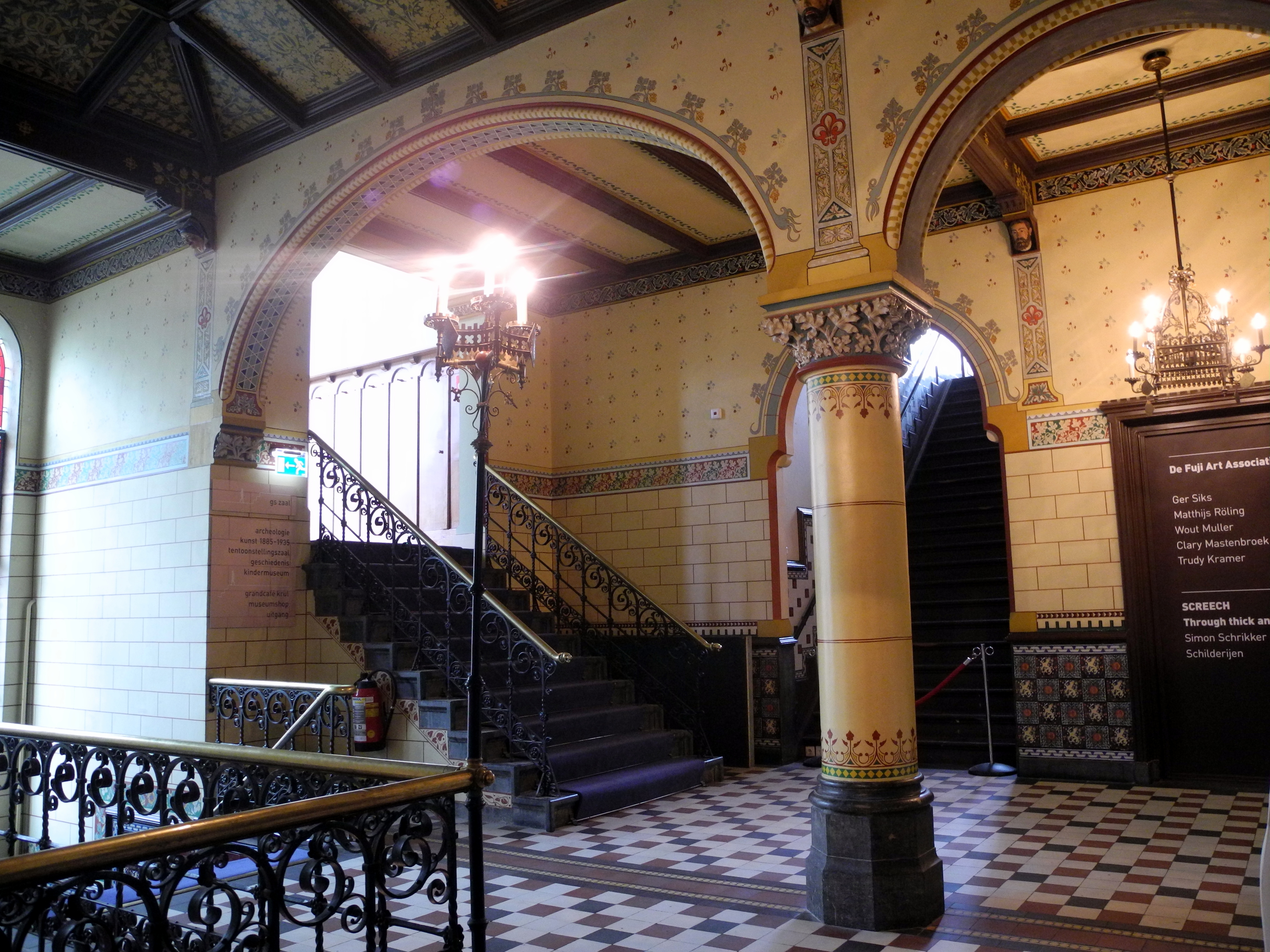
Gouvernementsgebouw
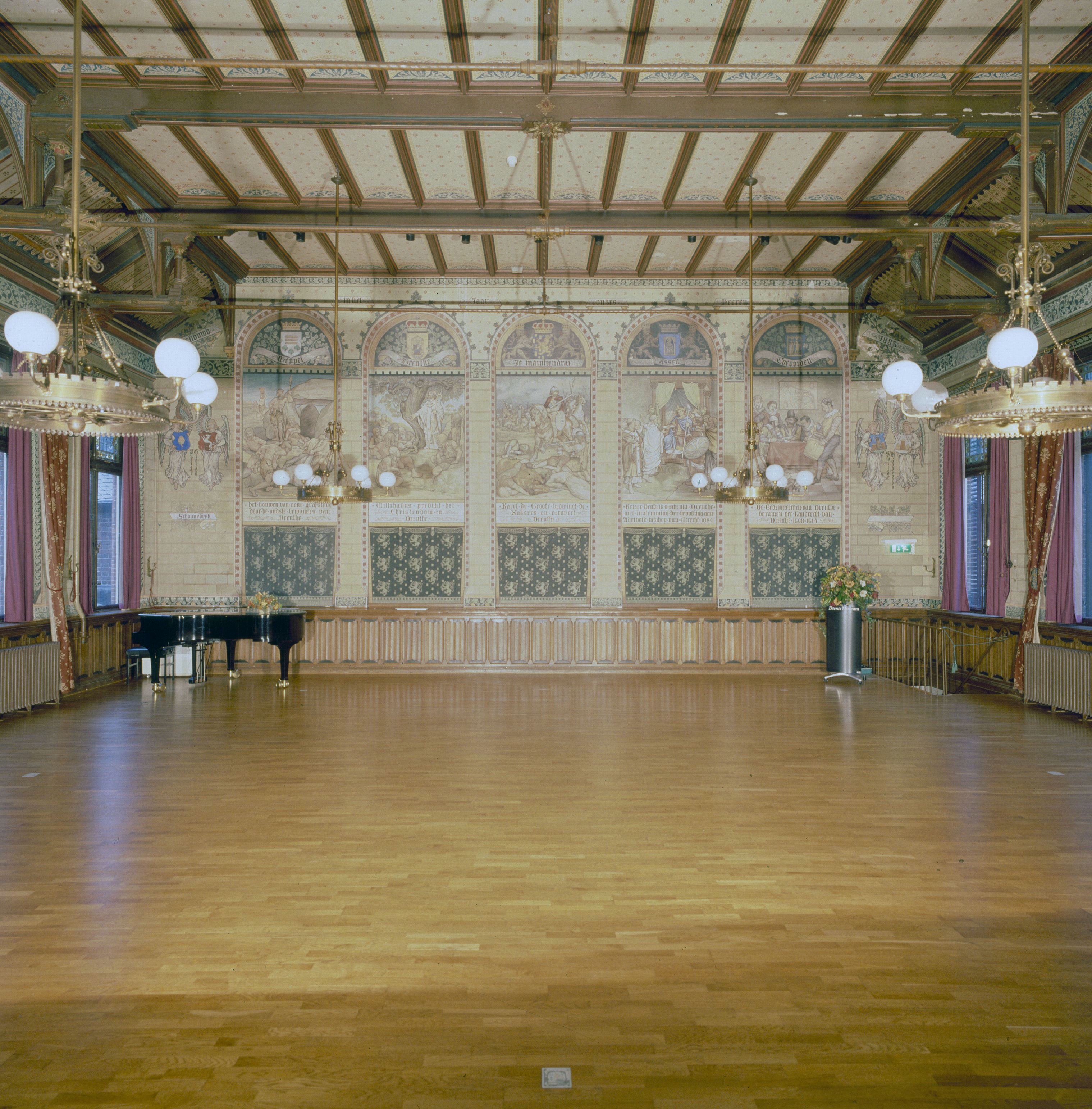
Statenzaal
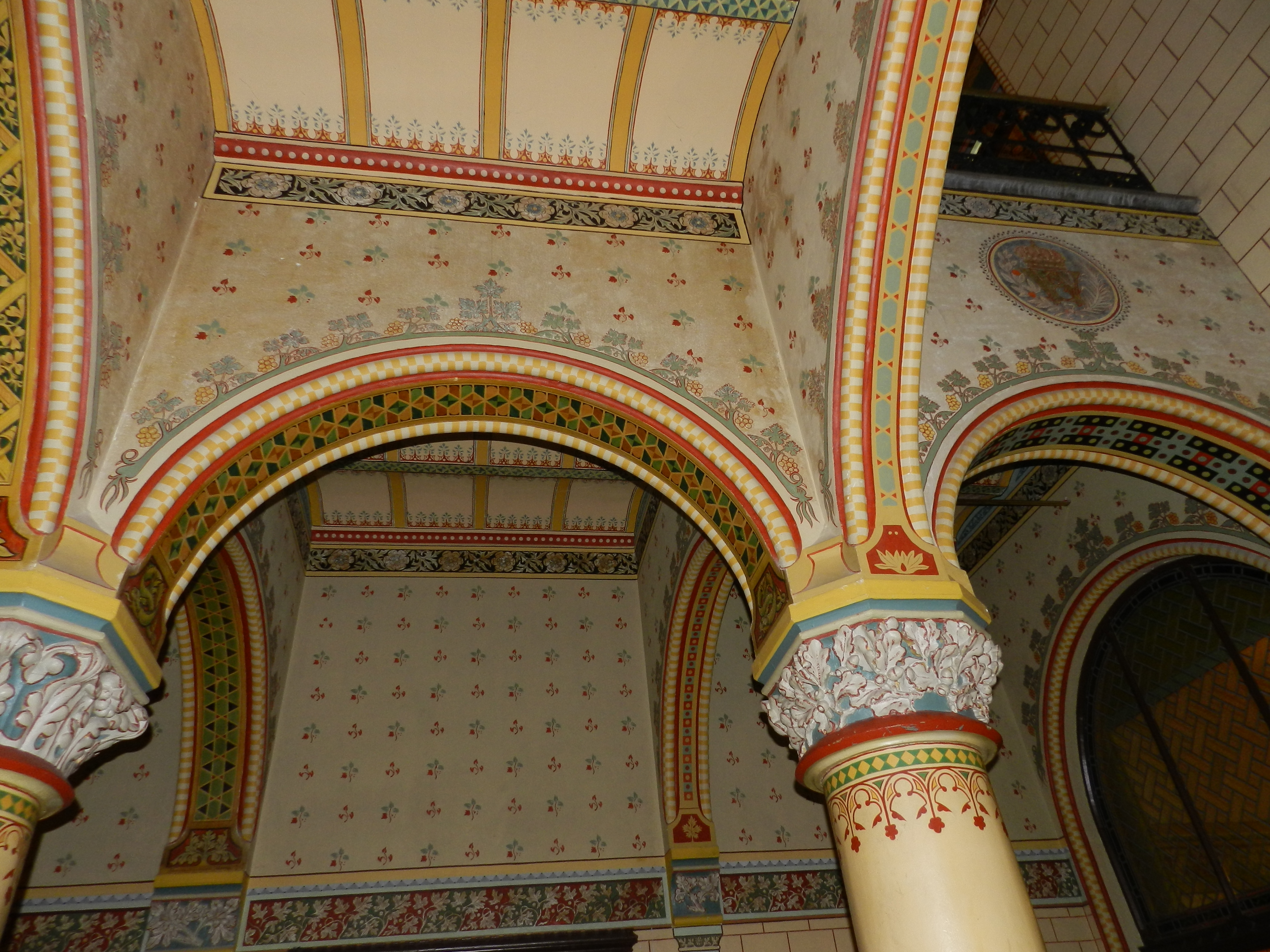
Interieur Trappenhuis Drents
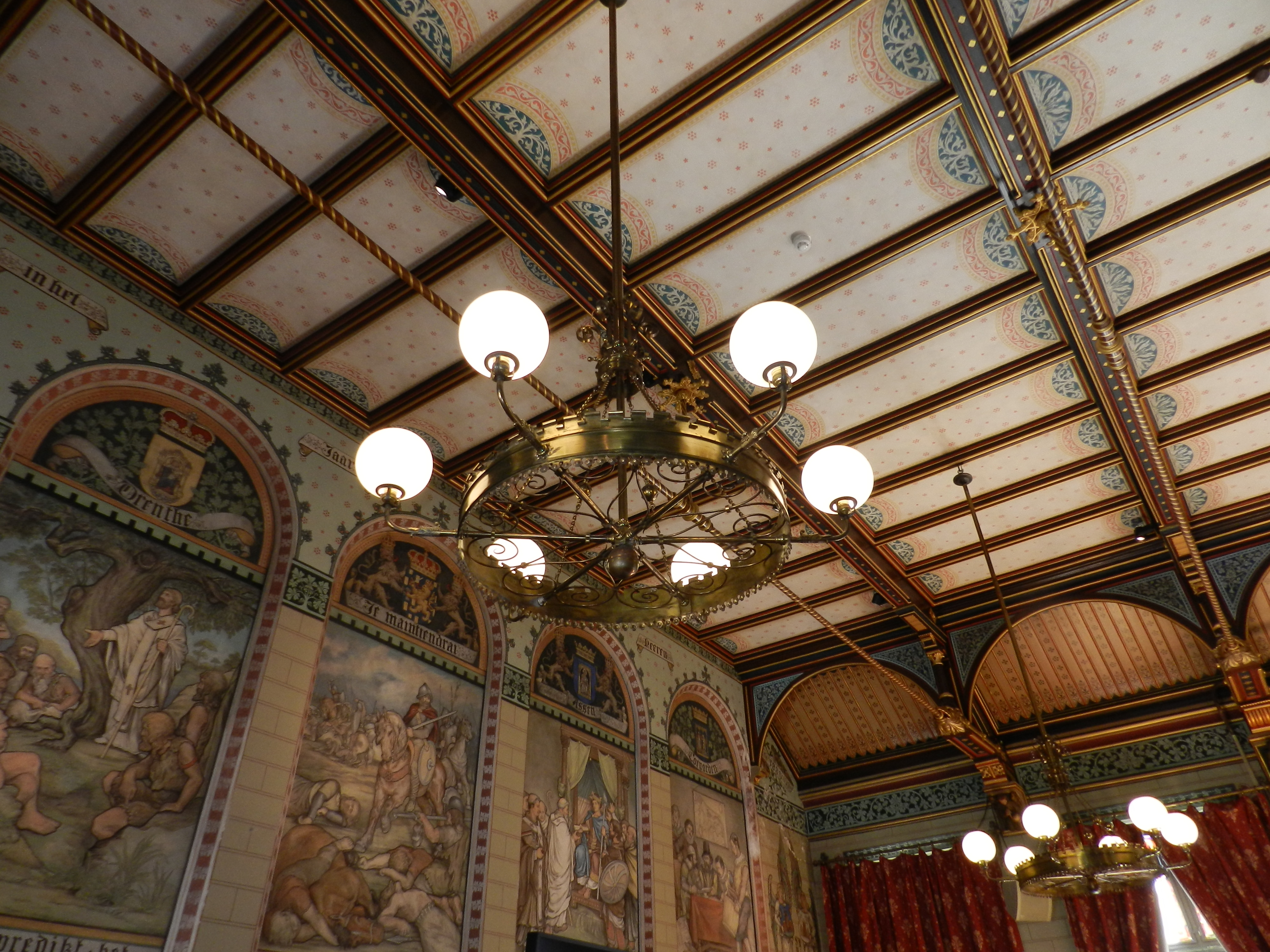
Interieur van de statenzaal Drents museum
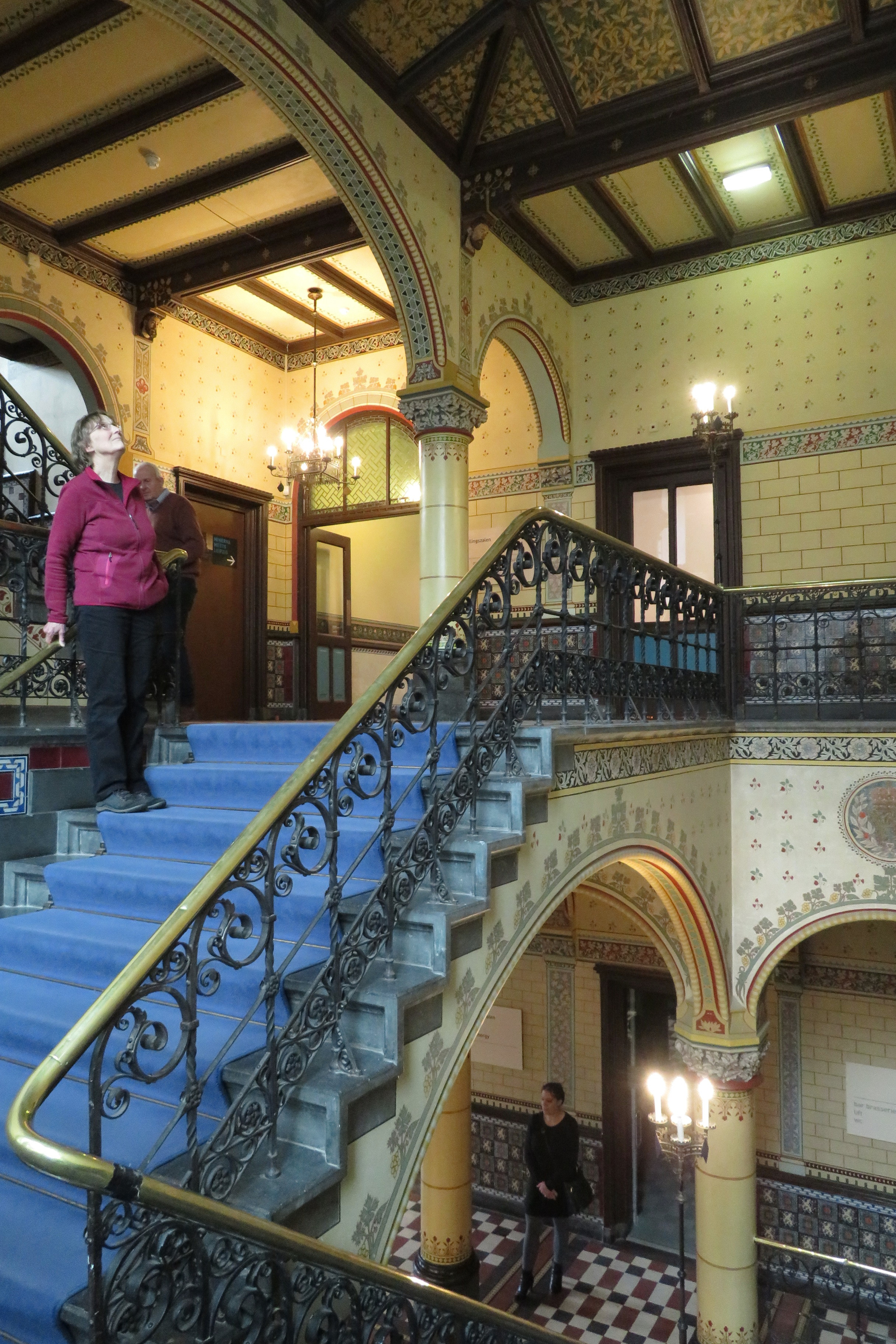
Trappenhuis in het Gouvernementsgebouw
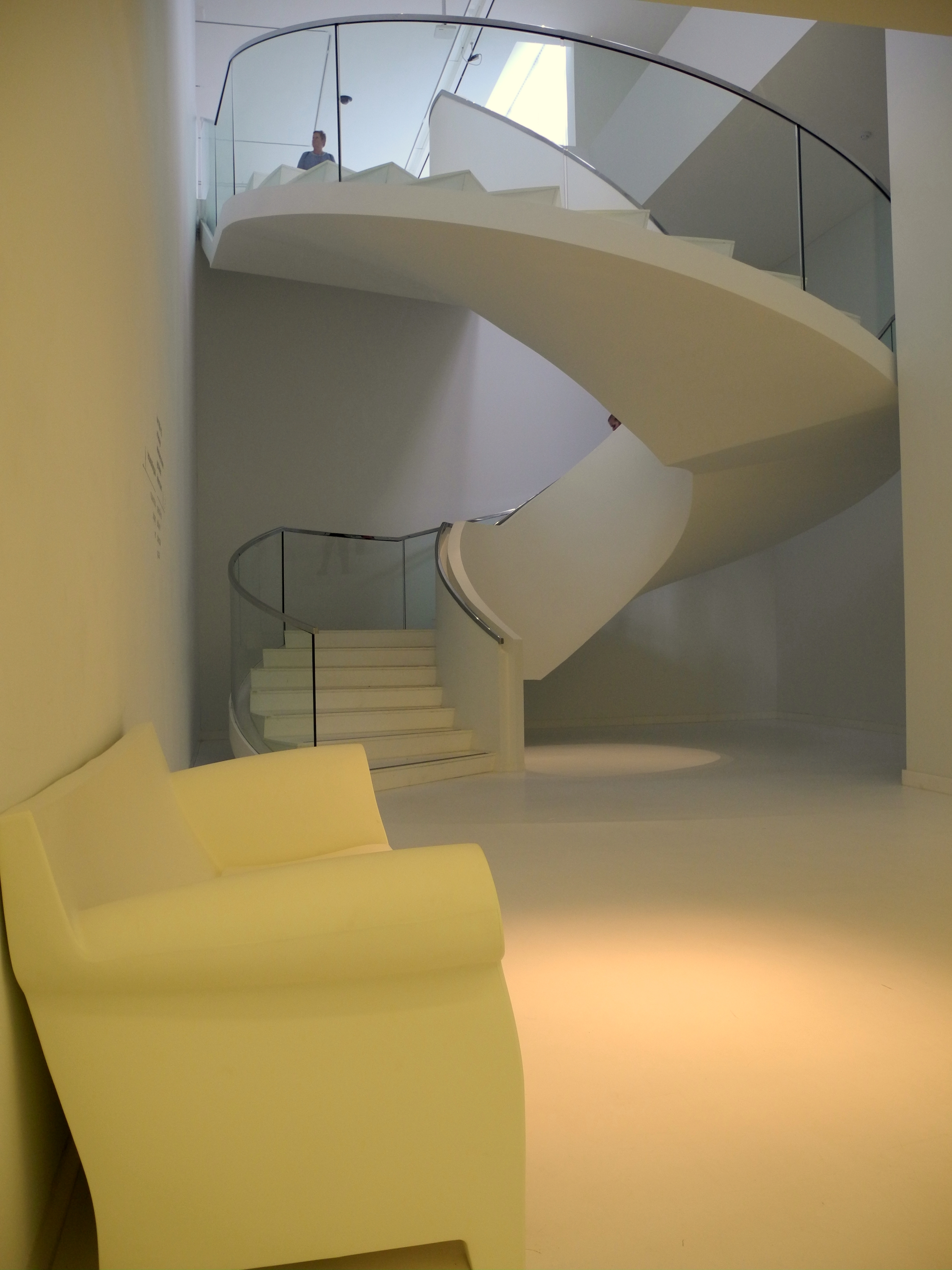
Wenteltrap in het nieuwe gedeelte

### Nieuwbouw
Binnen het oude kloostercomplex was er geen ruimte voor uitbreiding van het museum. Architect Erick van Egeraat ontwierp echter in 2007 een ondergrondse museumvleugel. De nieuwe expositieruimte werd aangelegd net buiten het voormalige kloostercomplex, met daarboven een museumtuin. De nieuwe museumingang werd gesitueerd in het voormalige koetshuis van het Drostenhuis en is door een tunnel is verbonden met de ondergrondse vleugel. Op 16 november 2011 heropende koningin Beatrix het museum.

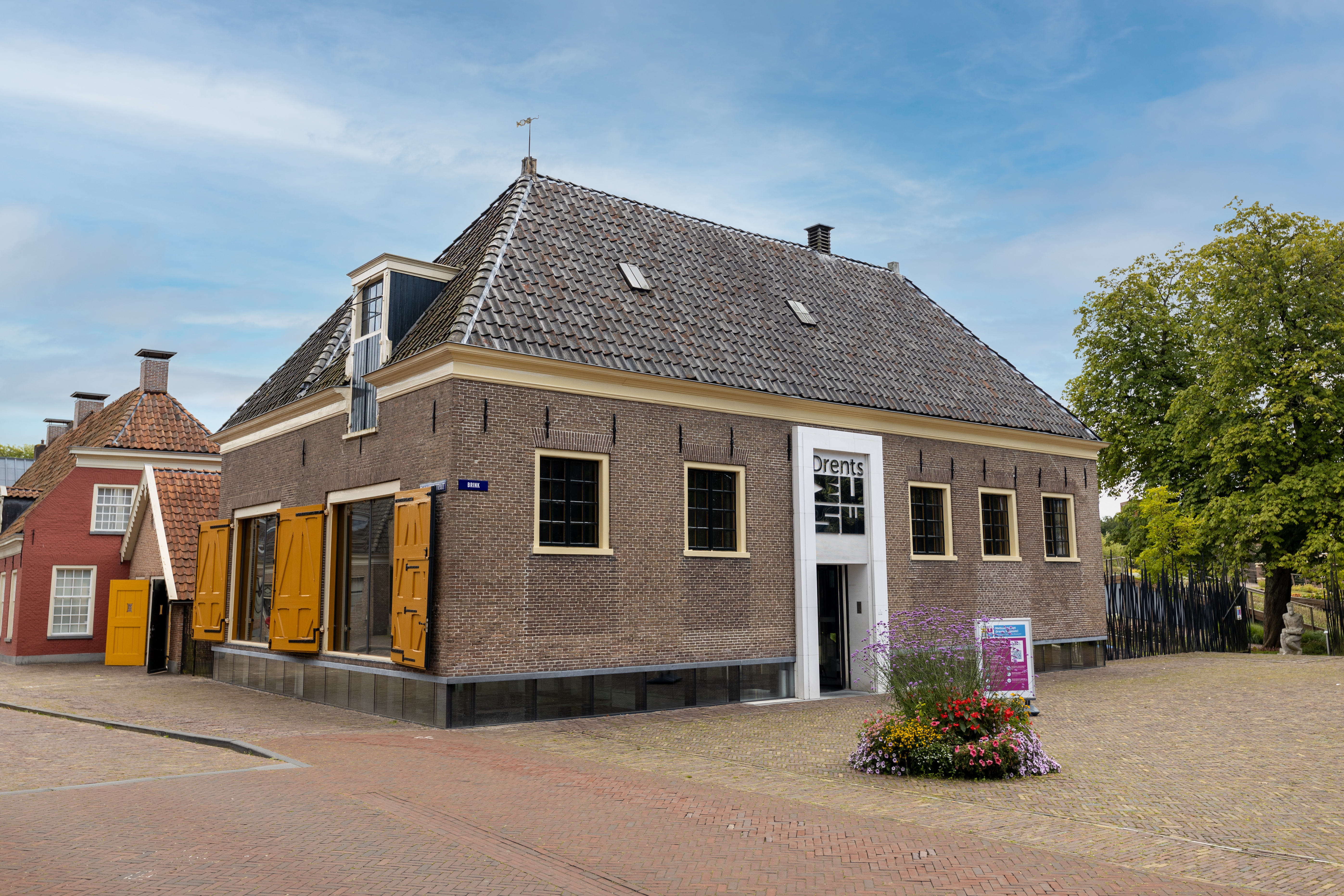
Hoofdingang
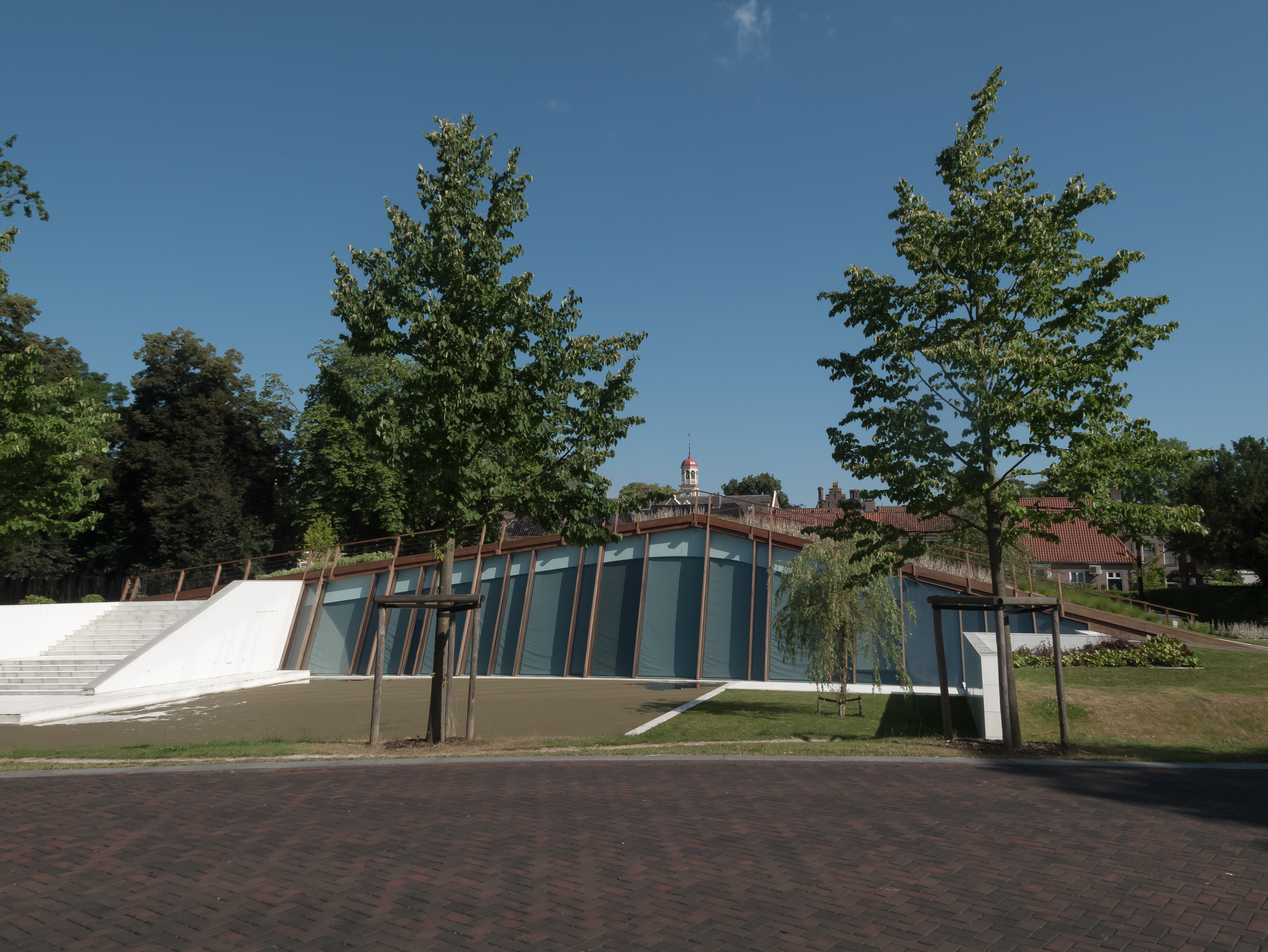
Ondergrondse nieuwbouw van het museum met daarboven de museumtuin
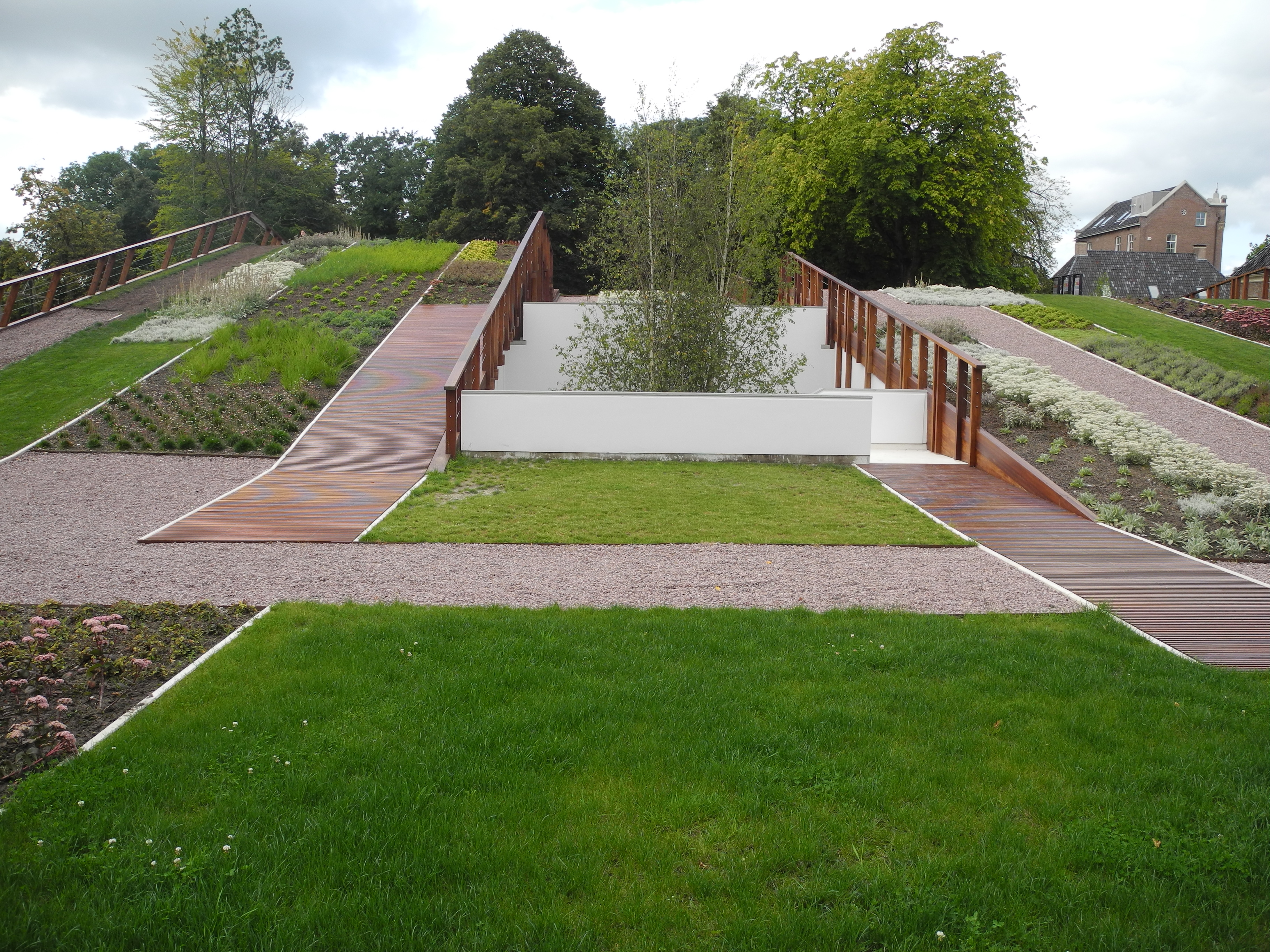
De museumtuin: het Jacob Cramerpark, vernoemd naar voormalig commissaris van de Koningin in Drenthe Jacob Cramer

In 2010 werd op een industrieterrein in Assen een nieuw depot geopend met ruimte voor ongeveer 90.000 objecten en kunstwerken. Het museum is het eerste in Nederland met een zuurstofarme opslagruimte, waardoor er minder verval optreedt. In 2012 bleek dat zowel de nieuwbouw als de oudbouw te kampen hadden met lekkages. Negen jaar later liet het museum onderzoek uitvoeren om de lekkage te verhelpen. In 2023 ging het museum enige tijd dicht om de vochtproblemen te verhelpen.

### Kunstroof
Bij een inbraak werden in de nacht van 24 op 25 januari 2025 de gouden helm van Coțofenești en drie gouden armbanden uit Sarmizegetusa Regia gestolen.  
De inbrekers kwamen binnen door een nooduitgang van de ondergrondse vleugel te forceren middels explosieven. De gestolen voorwerpen waren de topstukken van de wisseltentoonstelling Dacia - Rijk van goud en zilver, toebehorend aan het Nationaal Historisch Museum van Roemenië in Boekarest.

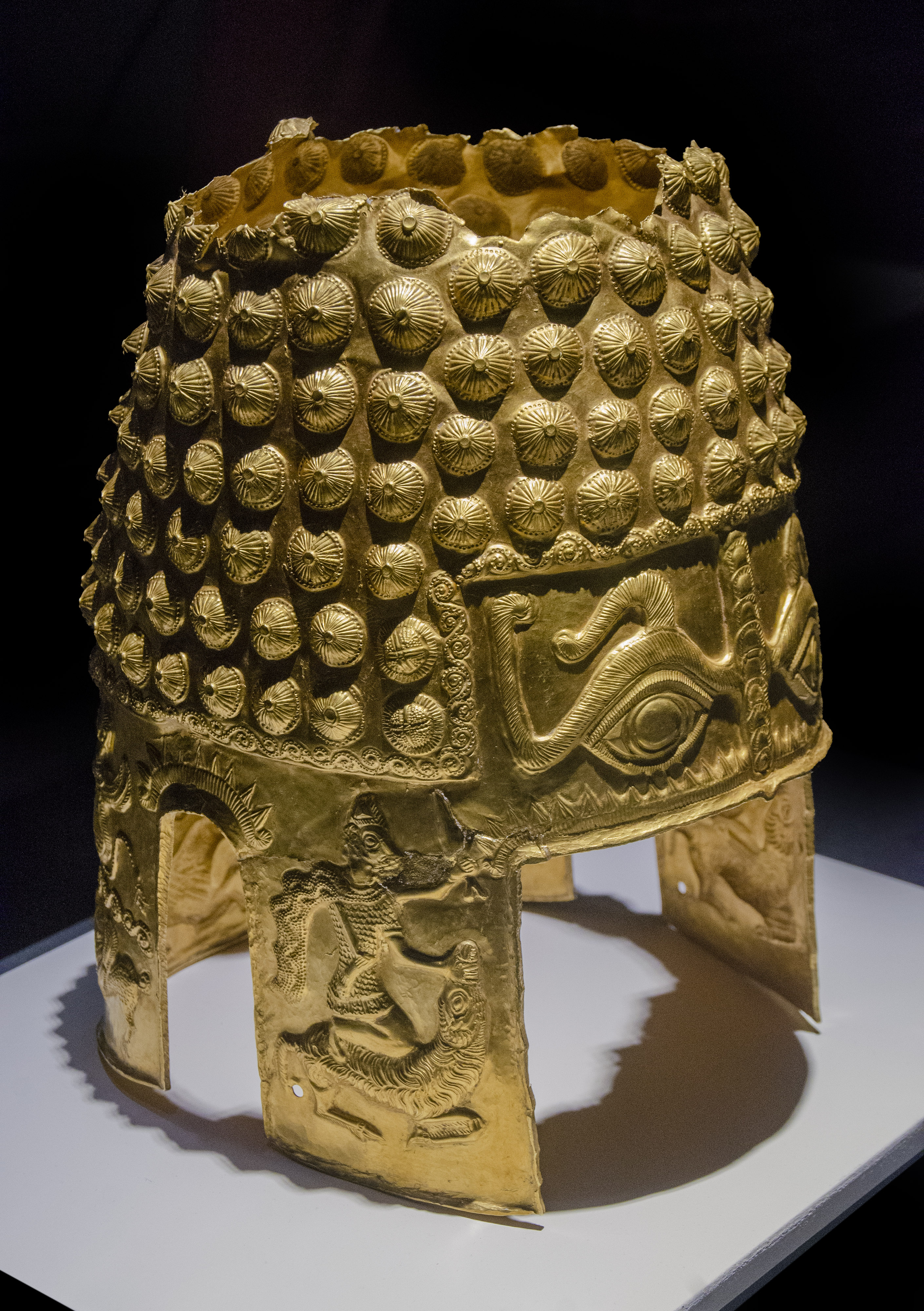
De helm van Coțofenești
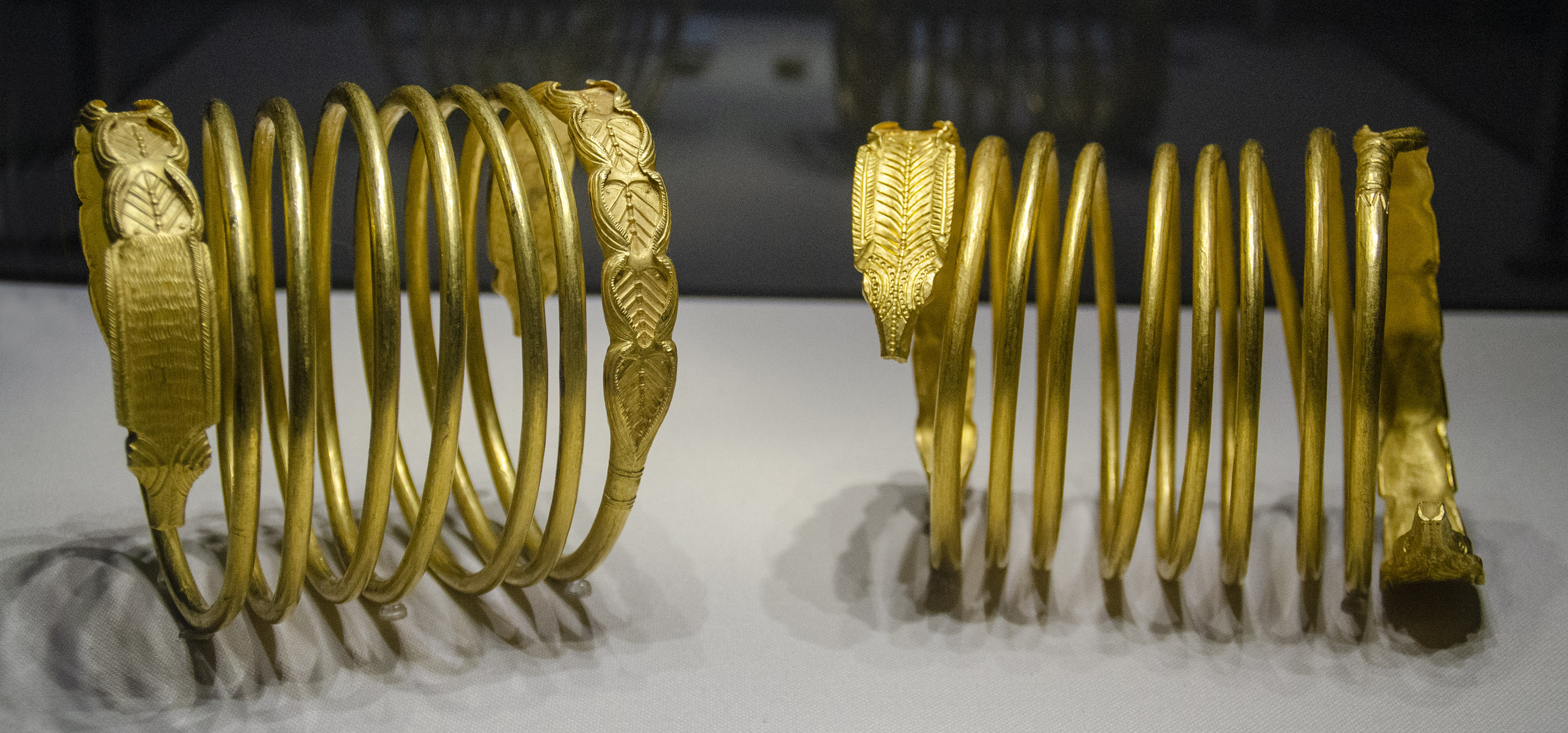
Armbanden uit Sarmizegetusa Regia

## Collectie
Het museum beschikt over een uitgebreide vaste collectie met betrekking tot de prehistorie van de provincie Drenthe, bestaande uit zowel vaste als wisselende tentoonstellingen. Daarnaast zijn er veenlijken tentoongesteld, zoals het meisje van Yde en het paar van Weerdinge. Er zijn vondsten uit de trechterbekercultuur te zien en ook de oudste boot ter wereld, de Kano van Pesse, bevindt zich in het museum.
Het museum bezit tevens een vaste collectie van figuratieve kunst, met name het noordelijk realisme, met vertegenwoordigers van de vierde generatie van 'De Groep' (met werken van onder anderen Henk Helmantel, Matthijs Röling, Sam Drukker, Douwe Elias, Barend Blankert, Alfred Hafkenscheid, Eddy Roos en Berend Groen). Deze verzameling omvat inmiddels vele honderden werken en behoort daardoor tot een van de belangrijkste collecties op dit gebied in Nederland.
In 2017 werd de collectie van de Stichting Schone Kunsten rond 1900, sinds 1983 ondergebracht bij het museum, in eigendom overgedragen. De collectie Nederlandse kunst- en kunstnijverheid 1885-1935 bevat werken van onder anderen Chris Lebeau, Vincent van Gogh, Jan Eisenloeffel, Jan Toorop en Jan Sluijters. In de speciaal ingerichte stijlkamers in het Ontvangershuis kan men zien hoe welgestelde Drentse families in vroegere eeuwen leefden.

## Tentoonstellingen (selectie)
- Terracottaleger (2 februari - 31 augustus 2008), onderdeel van de manifestatie Go China! Assen – Groningen. Deze tentoonstelling trok 353.000 bezoekers en was daarmee de succesvolste tentoonstelling ooit in het noorden van Nederland.[13] In het Groninger Museum werd recente Chinese kunst getoond, met een focus op fotografie en installaties gemaakt na 2000. In totaal bezochten bijna 500.000 mensen de beide tentoonstellingen in Groningen en Assen.[14]
- De Gouden Eeuw van China (16 november 2011 - 15 april 2012), openingstentoonstelling van het vernieuwde museum, gewijd aan de Tang-dynastie.[4]
- Dode Zeerollen (2014), originele Bijbelse manuscripten en objecten.
- Kim Utopie & North Korean Perspectives (2015)
- Maya's, heersers van het regenwoud (2016)
- Peredvizhniki, Russisch realisme rond Repin 1870-1900 (2016-2017)
- The Great Liao, nomadendynastie uit Binnen-Mongolië 907-1125 (2017)
- The American Dream, Amerikaans Realisme 1945-1965, een dubbelexpositie samen met de Kunsthalle Emden, waar werken uit de periode 1965-2017 werden getoond.
- Iran – bakermat van de beschaving, 200 schatten van een van de oudste en meest bijzondere culturen ter wereld (2018). Met deze tentoonstelling won het museum op 12 maart 2019 de publieksprijs van de Global Fine Art Awards, de Oscars binnen de museumwereld.[15]
- Viva la Frida! – Life and art of Frida Kahlo (8 oktober 2021 - 27 maart 2022). De tentoonstelling werd geopend door de Nederlandse koningin Máxima.[16]
- In de ban van de Ararat – Schatten uit het oude Armenië (11 mei 2022 - 30 oktober 2022)
- Menyala – de buitengewone geschiedenis van de Molukkers in Drenthe (16 april 2023 - 1 oktober 2023)
- Dacia – Rijk van goud en zilver (7 juli 2024 - 24 januari 2025)
- Volk van de ventweg – Reizigers in Drenthe (16 maart - 2 november 2025)

## Depot
Het museum heeft zijn niet permanent tentoongestelde werken in depot in de kunstbunker van Paasloo.